# Sigtunastiftelsens författarstipendium
Sigtunastiftelsens författarstipendium utdelas sedan 1937 till fem författare per år. Stipendiet består av fyra veckors fri vistelse vid Sigtunastiftelsens gästhem. Författaren ska vara medlem i Sveriges Författarförbund eller i Finlands svenska författareförening.

## Författare
Nedan listas alla författare som mottagit stipendiet:
- 1937 – Hans Botwid, Arnold Ljungdahl, Bertil Malmberg
- 1938 – Per Vilhelm Enström, Elisabeth Högström-Löfberg, Artur Möller, Sven Stolpe
- 1939 – Helmer Grundström, Josef Kjellgren

### 1940-talet
| Emilia Fogelklou (1943) och Lars Ahlin (1953). |  | Emilia Fogelklou (1943) och Lars Ahlin (1953). |
| Emilia Fogelklou (1943) och Lars Ahlin (1953). |  |                                                |

- 1940 – Josef Oliv, Astrid Väring
- 1941 – Jarl Hemmer, Gabriel Jönsson, Artur Lundkvist
- 1942 – Gunnar Ekelöf, Anna Lenah Elgström
- 1943 – Erik Blomberg, Emilia Fogelklou
- 1944 – Stina Aronson, Astrid Forsberg
- 1945 – Sara Bohlin, Helge Åkerhielm
- 1946 – Arnold Ljungdal, Sven Rosendahl
- 1947 – Eva Neander, Stina Palmborg, Karl Vennberg
- 1948 – Helge Heerberger, Per-Erik Rundquist
- 1949 – Harriet Hjorth, Olle Svensson

### 1950-talet
- 1950 – Harald Forss, Hans Peterson
- 1951 – Werner Aspenström, Bo Setterlind
- 1952 – Inga Lena Larsson, Sven Stolpe
- 1953 – Lars Ahlin, Vilgot Sjöman
- 1954 – Gösta Carlberg, Staffan Larsson
- 1955 – A. Gunnar Bergman, Erik Blomberg
- 1956 – Sven O. Bergkvist, Gabriel Jönsson
- 1957 – Johannes Edfelt, Waldemar Hammenhög
- 1958 – Waldemar Bernhard, Ture Nerman
- 1959 – Harald Forss, Erik Hjalmar Linder

### 1960-talet
| Werner Aspenström (1967) och Agneta Pleijel (1979). |  | Werner Aspenström (1967) och Agneta Pleijel (1979). |
| Werner Aspenström (1967) och Agneta Pleijel (1979). |  |                                                     |

- 1960 – Eskil Bergen, Ella Hillbäck
- 1961 – Björn-Erik Höijer, Gunnel Vallquist
- 1962 – Alf Ahlberg, Britt G Hallqvist
- 1963 – Ella Hillbäck, Staffan Larsson
- 1964 – Kristina Hasselgren, Eva Norberg-Hagberg,
- 1965 – Arnold Ljungdal, Bo Setterlind
- 1966 – Harriet Hjort, Gabriel Jönsson
- 1967 – Alf Ahlberg, Werner Aspenström, Eskil Bergen, Sven Stolpe
- 1968 – Walther Eidlitz, Sten Hagliden, Pär Wistrand
- 1969 – Alf Ahlberg, Mårten Edlund, Göte Nilsson, Bo Setterlind

### 1970-talet
- 1970 – Gabriel Jönsson,  Eva Norberg-Hagberg, Erik Nyhlén, Gunnel Vallquist
- 1971 – Alf Ahlberg, Werner Aspenström, Margit Geijer
- 1972 – Alf Ahlberg, Gunnar Balgård, Per Gunnar Evander, Anny Marwig Rubin
- 1973 – Mårten Edlund, Lennart Frick, Kristina Hasselgren, Sven Stolpe
- 1974 – Mauritz Edström, Per Agne Erkelius, Harald Forss, Sten Söderberg, Lars Widding
- 1975 – László Hamori, Helge Jedenberg, Gerda Pehrson, Mark Sylwan
- 1976 – Alf Ahlberg, Werner Aspenström , Per Holmer, Staffan Larsson, Erik Ransemar, Ingrid Sjöstrand, Ole Söderström
- 1977 – Alf Ahlberg, Siv Arb, Kristina Hasselgren, Kjell Hjern, Gabriel Jönsson, Karl Rune Nordqvist, Eva Runefelt, Sven Stolpe
- 1978 – Ann-Charlotte Alverfors, Lillie Björnstrand, Inger Brattström, Mårten Edlund, Lennart Frick, Elisabeth Hermodsson, Hans-Evert Renérius, Mark Sylwan
- 1979 – Eva Alexandersson, Urban Andersson, Margareta Ekarv, Karin Hartman, Kristina Hasselgren, Agneta Pleijel, Staffan Stolpe,  Sten Söderberg

### 1980-talet
| Göran Tunström (1980) och Ylva Eggehorn (1993). |  | Göran Tunström (1980) och Ylva Eggehorn (1993). |
| Göran Tunström (1980) och Ylva Eggehorn (1993). |  |                                                 |

- 1980 – Mia Berner, Folke Isaksson, Pentti Saarikoski, Göran Tunström
- 1981 – Gunnar Eddegren, Ylva Eggehorn, Lasse O'Månsson, Kerstin Torék
- 1982 – Lillie Björnstrand, Ole Hessler, Leon Rappaport, Märta Wilhelmsson
- 1983 – Barbro Backberger, Molly Johnson, Börje Lindström, Erik Yvell
- 1984 – Elin Clason, Bengt Hallgren, Greta Hjelm-Milczyn, Gunnar Kieri, Rönnog Seaberg
- 1985 – Ghita Barck, Birgitta Boucht, Anna-Lisa Bäckman, Juris Kronbergs, Ingemar Leckius, Mikaela Leckius, Eva Norman
- 1986 – Runa Drar, Paul Britten Austin, Ulf Eriksson, Tua Forsström, Margareta Garpe, Elisabeth Hermodsson, Agneta Pleijel
- 1987 – Eva Adolfsson, Bengt Berg, Anne-Marie Berglund, Björn Håkansson, Jan Henrik Swahn, Sven Viksten
- 1988 – Harald Forss, Kurt Högnäs, Sten Jacobsson, Reidar Jönsson, Lisbeth Nilsson, Margareta Strömstedt, Carl Henning Wijkmark
- 1989 – Marianne Backlén, Hans Fors, Berit Gullberg, Bodil Malmsten, Johan Nordbeck, Tora Palm

### 1990-talet
- 1990 – Nina Burton, Elin Clason, Margareta Edgardh, Lars Häggström, Ann Jäderlund, Christina Lagersson, Märta Tikkanen, Carl Henning Wijkmark
- 1992 – Mary-Ann Bäcksbacka, Tua Forsström, Ulf Peter Hallberg, Sharock Kamyab, Carl Henning Wijkmark
- 1993 – Ylva Eggehorn, Margareta Ekarv, Oscar Hemer, Carolus Rein, Eva Wikander
- 1994 – Ann-Charlotte Alverfors, Lars Hermansson, Marie Louise Ramnefalk, Rönnog Seaberg, Åke Smedberg
- 1995 – Monika Fagerholm, Jan Gehlin, Ulf Peter Hallberg, Christer Hermansson, Lena Kallenberg, Kerstin Thorvall
- 1996 – Hans Granlid, Folke Isaksson, Per Landin, Åsa Lundegård, Robert Ulvede
- 1997 – Anita Goldman, Jan Mårtensson, Per Planhammar, Ferhad Skakely, Mårten Westö, Carl Henning Wijkmark
- 1998 – Lars Ardelius, Ulf Peter Hallberg, Sonja Hulth, Pirkko Lindberg, Arne Sundelin, Robert Ulvede
- 1999 – Tobias Berggren, Bisse Falk, Margareta Lindholm, Marie Lundquist, Azar Mahloujian, Kjell Westö

### 2000-talet
| Göran Rosenberg (2008) och Elsie Johansson (2010). |  | Göran Rosenberg (2008) och Elsie Johansson (2010). |
| Göran Rosenberg (2008) och Elsie Johansson (2010). |  |                                                    |

- 2000 – Camilla Hammarström, Leif Janzon, Dorrit Krook, Peter Pohl, Barbara Voors
- 2001 – Firat Ceweri, Kristin Dahl, Malin Lindroth, Ulla Lena Lundberg, Eleonora Luthander, Siv Widerberg
- 2002 – Birgitta Boucht, Inga-Lina Lindqvist, Görel Kristina Näslund, Gun-Britt Sundström, Mehmed Uzun
- 2003 – Ingalill Andreasson, Erik Bergqvist, Kerstin Gidfors, Peter Lenken, Gunilla Lundgren
- 2004 – Ingela Bendt, Mehmed Emin Bozarsan, Ylva Eggehorn, Kristina Lugn, Erland Svenungsson
- 2005 – Anita Goldman, Magdalena Gram, Eva B Magnusson, Arja Uusitalo, Margareta Wentz Edgardh
- 2006 – Magnus Halldin, Pamela Jaskoviak, Sigrid Kahle, Erik Löfvendahl, Marianne Strand
- 2007 – Johanna Ekström, Sara Kadefors, Marian Küchen, Per Landin, Folke Schimanski
- 2008 – Nik Dee-Dahlström, Agneta Pleijel, Göran Rosenberg, Lina Sjöberg, Åsa Wettre
- 2009 – Birgitta Boucht, Leif Janzon, Malte Persson, Greta Sundberg, Barbara Voors

### 2010-talet
- 2010 – Firat Ceweri, Ulf Peter Hallberg, Carola Hansson, Elsie Johansson, Anette Skåhlberg
- 2011 – Camilla Ceder, Fredrik Linde, Elisabeth Åsbrink, Mårten Westö, Fredrik Ekman
- 2012 – Karin Alvtegen, Kristofer Flensmarck, Lotta Lundberg, Azar Mahloujian
- 2013 – Pernilla Glaser, Kristian Lundberg, Tomas Bannerhed, Eva-Stina Byggmästar
- 2014 – Ann-Marie Tung Hermelin, Elisabeth Hjorth, Ulf Nilsson, Lotta Olsson
- 2015 – Susanna Alakoski, Jonas Gren, Johan Heltne, Eva Cronsioe
- 2016 –  Magnus Bärtås, Monika Fagerholm, Matilda Gustavsson, Ulrika Kärnborg
- 2017 –  Alva Dahl, Maxim Grigoriev, Mats Söderlund, Sara Villius
- 2018 – Josefine Adolfsson, Jonas Brun, Anna-Lena Lodenius, Andrzej Tichý
- 2019 – Inger Edelfeldt, Christine Falkenland, Josefin Holmström, John Swedenmark

### 2020-talet
- 2020 – Cecilia Hansson, Mikael Kurkiala, Elin Svahn, Lina Wolff
- 2021 – Jennie Dielemans, Henrika Ringbom, Donia Saleh, Wera von Essen
- 2022 – Emi Gunér, Emilia Millares, Kerstin Norborg, Magnus Västerbro
- 2023 – Ia Genberg, Jonathan Lundberg, Sara Gordan, Elin Cullhed